# Oceania Rugby Cup 2019
El Oceania Rugby Cup de 2019 fue la 8.ª edición del torneo.
Los 6 partidos se llevaron a cabo en el PNG Football Stadium de Port Moresby, capital de Papúa Nueva Guinea. Se organizó como un cuadrangular entre el equipo local, las Islas Salomón, Niue y la debutante selección de Nauru.

## Equipos participantes
- Selección de rugby de Islas Salomón
- Selección de rugby de Nauru
- Selección de rugby de Niue (Toa Niue)
- Selección de rugby de Papúa Nueva Guinea (The Pukpuks)

## Posiciones
| Pos. | Equipo             | Encuentros | Encuentros | Encuentros | Encuentros | Tantos  | Tantos    | Tantos     | Puntos Bonus | Puntos Totales |
| Pos. | Equipo             | jugados    | ganados    | empatados  | perdidos   | a favor | en contra | diferencia | Puntos Bonus | Puntos Totales |
| ---- | ------------------ | ---------- | ---------- | ---------- | ---------- | ------- | --------- | ---------- | ------------ | -------------- |
| 1    | Papúa Nueva Guinea | 3          | 3          | 0          | 0          | 133     | 28        | + 105      | 2            | 14             |
| 2    | Niue               | 3          | 2          | 0          | 1          | 116     | 46        | + 70       | 1            | 9              |
| 3    | Islas Salomón      | 3          | 1          | 0          | 2          | 91      | 41        | + 50       | 3            | 7              |
| 4    | Nauru              | 3          | 0          | 0          | 3          | 12      | 237       | - 225      | 0            | 0              |

Nota: Se otorgan 4 puntos al equipo que gane un partido, 2 al que empate y 0 al que pierda
Puntos Bonus: 1 punto por convertir 4 tries o más en un partido y 1 al equipo que pierda por no más de 7 tantos de diferencia

## Resultados

### Primera fecha
| 23 de agosto, 13:00 | Islas Salomón | 17 - 19 | Niue |  |  |
|                     |               | Reporte |      |  |  |

| 23 de agosto, 15:30 | Papúa Nueva Guinea | 89 - 7  | Nauru |  |  |
|                     |                    | Reporte |       |  |  |

### Segunda fecha
| 27 de agosto, 13:00 | Islas Salomón | 61 - 7  | Nauru |  |  |
|                     |               | Reporte |       |  |  |

| 27 de agosto, 15:30 | Papúa Nueva Guinea | 29 - 10 | Niue |  |  |
|                     |                    | Reporte |      |  |  |

### Tercera fecha
| 31 de agosto, 13:00 | Niue | 87 - 0  | Nauru |  |  |
|                     |      | Reporte |       |  |  |

| 31 de agosto, 15:30 | Papúa Nueva Guinea | 15 - 13 | Islas Salomón |  |  |
|                     |                    | Reporte |               |  |  |

| Bandera de Papúa Nueva Guinea |
| Campeón Papúa Nueva Guinea    |
| Quinto título                 |